# Liste des comtes de Soissons

## Héraldique
| blason des comtes de Soissons | Les armoiries du comté de Soissons se blasonnent ainsi : « d'or, au lion léopardé de gueules, armé d'or et lampassé d'azur, à la bordure du deuxième. » |

## Herbertiens/ Maison de Vermandois
- 886-898 : Herbert Ier de Vermandois (mort en 907).
- 900-930 : Herbert II de Vermandois (mort en 943).
- en 966 : Waldric.
- ???-ap.986 : Guy Ier (mort après 986), peut-être fils d'Herbert II de Vermandois.
- probable régence de Nocher Ier, comte de Bar-sur-Aube, marié en 992 à Adélaïde, veuve de Guy Ier.
- ????-1057 : Renaud Ier (985..992-1057), fils de Guy Ier et d'Adélaïde.
- 1057 : Guy II, fils de Renaud Ier.

## Maison de Normandie
- 1057-1076 : Guillaume Busac (né avant 1025-1077), comte de Soissons en droit de sa femme Adélaïde de Soissons (la sœur héritière de Guy II ; donc comte de jure uxoris). Il est fils de Guillaume de Normandie, comte d'Eu.
- 1076-1099 : Renaud II, fils de Guillaume Busac et d'Adélaïde.
- 1099-1118 : Jean Ier (mort en 1118) (5e comte), son frère (leur sœur Ramentrude/Raintrude épouse Raoul Ier, sire de Nesle et Falvy, d'où Yves (III) et Raoul (II) de Nesle ci-dessous ; la sœur de Raintrude et des comtes Renaud et Jean, Lithuise d'Eu-Soissons, épouse Milon Ier de Montlhéry ; leur autre sœur Agnès marie Hervé de Montmorency : parents de Bouchard IV ; leur frère Manassès († 1108) est évêque de Cambrai puis de Soissons).
- 1118-1146 : Renaud III (mort en 1146) (6e comte), fils de Jean Ier et d'Aveline, fille de Nivelon II de Pierrefonds. Sans postérité.

## Maison de Soissons-Nesle
- 1141/1146-1178 : Yves de Nesle le Vieux (mort en 1178) (7e comte), cousin germain de Renaud III qui lui lègue Soissons en 1141 avant de se faire moine. Sans postérité.
- 1178-1180 : Conon de Nesle (mort en 1180) (8e comte), neveu du précédent, fils de Raoul (II) de Nesle (châtelain de Bruges, mort vers 1153/1160, frère cadet d'Yves le Vieux) et de Gertrude de Montaigu.
- 1180-1235 : Raoul Ier de Soissons (mort en 1235) (9e comte), neveu du 7e comte Yves, et frère cadet du 8e comte Conon (leur frère puîné Jean Ier, sire de Nesle et Falvy, châtelain de Bruges, mort vers 1197/1200, a pour enfants : Jean II de Nesle ; Raoul de Falvy et La Hérelle ; et Gertrude, dame de Nesle, qui épouse Raoul (II) de Clermont d'Ailly, d'où la maison de Clermont-Nesle).
- 1235-1270 : Jean II de Soissons né après 1204 et mort vers 1270/1272 (10e comte), fils de Raoul Ier et de sa 2e femme Yolande. Son frère Raoul (IV) fonde les vicomtes de Soissons, seigneurs de Cœuvres, fondus ensuite dans les Moreuil-Soissons. Ses demi-sœurs sont Gertrude et Aénor, femme d'Étienne de Sancerre (deux filles d'Alix de Dreux, 1re femme de Raoul le Bon) ;
- 1270-1284 : Jean III de Soissons, mort en 1284/1286 (11e comte), fils de Jean II et de Marie, fille de Roger de Chimay. En 1275, il acquiert la vicomté d'Ostel.
- 1284-1289 : Jean IV (mort en 1289 (12e comte), fils de Jean III et de Marguerite, fille d'Amaury VI de Montfort.
- 1289-1298 : Jean V (1281-1298) (13e comte), fils de Jean IV et de Marguerite, fille d'Hugues II de Rumigny.
- 1298-1306 : Hugues (mort en 1306 (14e comte), frère de Jean V.
- 1306-1344 : Marguerite de Soissons (1306-1350, 15e comtesse), fille d'Hugues et de Jeanne d'Argies/de Dargies.

## Maison d'Avesnes-Hainaut
- 1344-1350 : Jeanne de Beaumont (1323-1350, 16e comtesse), fille de Jean de Hainaut de Beaumont et de Marguerite de Soissons-Nesle ci-dessus, mariée en 1336 à Louis de Châtillon, comte de Blois, tué à Crécy le 26 août 1346.

## Maison de Blois-Châtillon
- 1350-1367 : Guy II de Blois-Châtillon-1397 (17e comte) : sans postérité survivante, il cède ses comtés de Blois et de Dunois à Louis Ier duc d'Orléans en 1391 ; il avait déjà cédé son comté de Soissons à Enguerrand VII de Coucy dès 1367 ; finalement Louis d'Orléans obtient Coucy en 1400 et Soissons en 1404 sur la fille d'Enguerrand, Marie de Coucy).

## Maison de Coucy
- 1367-1398 : Enguerrand VII de Coucy 1340-1398 (18e comte, par acquisition).
- 1398-1404 : Marie de Coucy 1366-1404 (19e dans l’ordre de succession).

## Maison d'Orléans
- 1404-1407 : Louis 1372-1407 (20e comte).
- 1407-1412 : Charles 1394-1465 (21e comte).

## Maison de Bar-le-Duc
- 1412-1415 : Robert 1390-1415 (22e comte), fils d'Henry de Bar (-le-Duc), seigneur de Marle, et de Marie de Coucy ci-dessus.
- 1415-1462 : Jeanne 1415-1462 (23e dans l’ordre de succession), mariée au connétable Louis de Luxembourg, comte de Saint-Pol et de Ligny.

## Maison de Luxembourg
- 1462-1476 : Jean de Luxembourg (mort en 1476).
- 1476-1482 : Pierre (II) de Luxembourg-Saint-Pol (1435-1482, 24e comte), également comte de Saint-Pol.
- 1482-1547 : Marie 1466/1472-1547 (25e à porter le titre), épouse François de Bourbon comte de Vendôme : parents du duc Charles.

## Maison de Bourbon
- 1547-1557 : Jean de Bourbon (1528-1557) (26e comte), petit-fils de la précédente.
- 1557-1569 : Louis Ier de Bourbon-Condé (1530-1569) (27e comte), frère du précédent.
- 1569-1612 : Charles de Bourbon-Soissons (1566-1612) (28e comte), fils du précédent.
- 1612-1641 : Louis de Bourbon-Soissons (1604-1641) (29e comte), fils du précédent.
- 1641-1656 : Marie de Bourbon-Soissons (1606-1692) (30e dans l’ordre de succession), sœur du précédent.

## Maison de Savoie
- 1641-1656 : Thomas-François de Savoie-Carignan (1596-1656), comte du droit de sa femme (jure uxoris), la précédente.
- 1646/50-1656 : Joseph Emmanuel (1631-1656), comte titulaire, fils du précédent.
- 1656-1673 : Eugène-Maurice (1635-1673) (31e comte), frère du précédent, créé duc de Carignan (Yvois) en Ardennes.
- 1673-1702 : Louis-Thomas (1657-1702) (32e comte), fils du précédent.
- 1702-1729 : Emmanuel-Thomas (1687-1729) (33e comte), fils du précédent.
- 1729-1734 : Eugène-Jean-François (1714-1734)(34e comte), fils du précédent.